# Cornuticella taurina
Cornuticella taurina är en mossdjursart som först beskrevs av Busk 1852.  Cornuticella taurina ingår i släktet Cornuticella och familjen Catenicellidae. Inga underarter finns listade i Catalogue of Life.